# Davide Rigon
Pour les articles homonymes, voir Rigon.
Davide Rigon, né le 26 août 1986 à Thiene, dans la province de Vicence (Vénétie), est un pilote automobile italien.

## Biographie
Il est le premier vainqueur du championnat Superleague Formula. 

## Carrière automobile
- 2003 : Formule BMW ADAC, 17e
- 2004 : Championnat d'Italie de Formule Renault winter series, 2e
  - Formule Gloria Italie, 2e (3 victoires)
  - Championnat d'Italie de Formule 3, 11e
  - 2 courses en Championnat d'Italie de Formule Renault, non classé
- 2005 : Formule Azzurra, champion (5 victoires)
  - Championnat d'Italie de Formule Renault, 6e (1 victoire)
  - 4 courses en World Series by Renault, 26e
- 2006 : Championnat d'Italie de Formule 3, 2e (4 victoires)
  - Formule 3000 italienne, 13e
  - Euro Formule 3000, 14e
- 2007 : Euro Formule 3000, champion (5 victoires)
- 2008 : Superleague Formula, champion pour Beijing Guoan (3 victoires)
  - FIA GT GT2, 7e (1 victoire)
  - 2 courses en International Formula Master, non classé
  - 1 course Euro Formule 3000, 1 podium
  - Superstars Championship Italie, 6e
- 2009 : Superleague Formula pour Olympiacos CFP et GP2
- 2010 : Superleague Formula, champion pour RSC Anderlecht (5 victoires)
- 2011 : GP2 series, blessé lors de la deuxième course
- Depuis 2011 : pilote d'essais de la Scuderia Ferrari
- Depuis 2013 : Championnat du monde d'endurance FIA

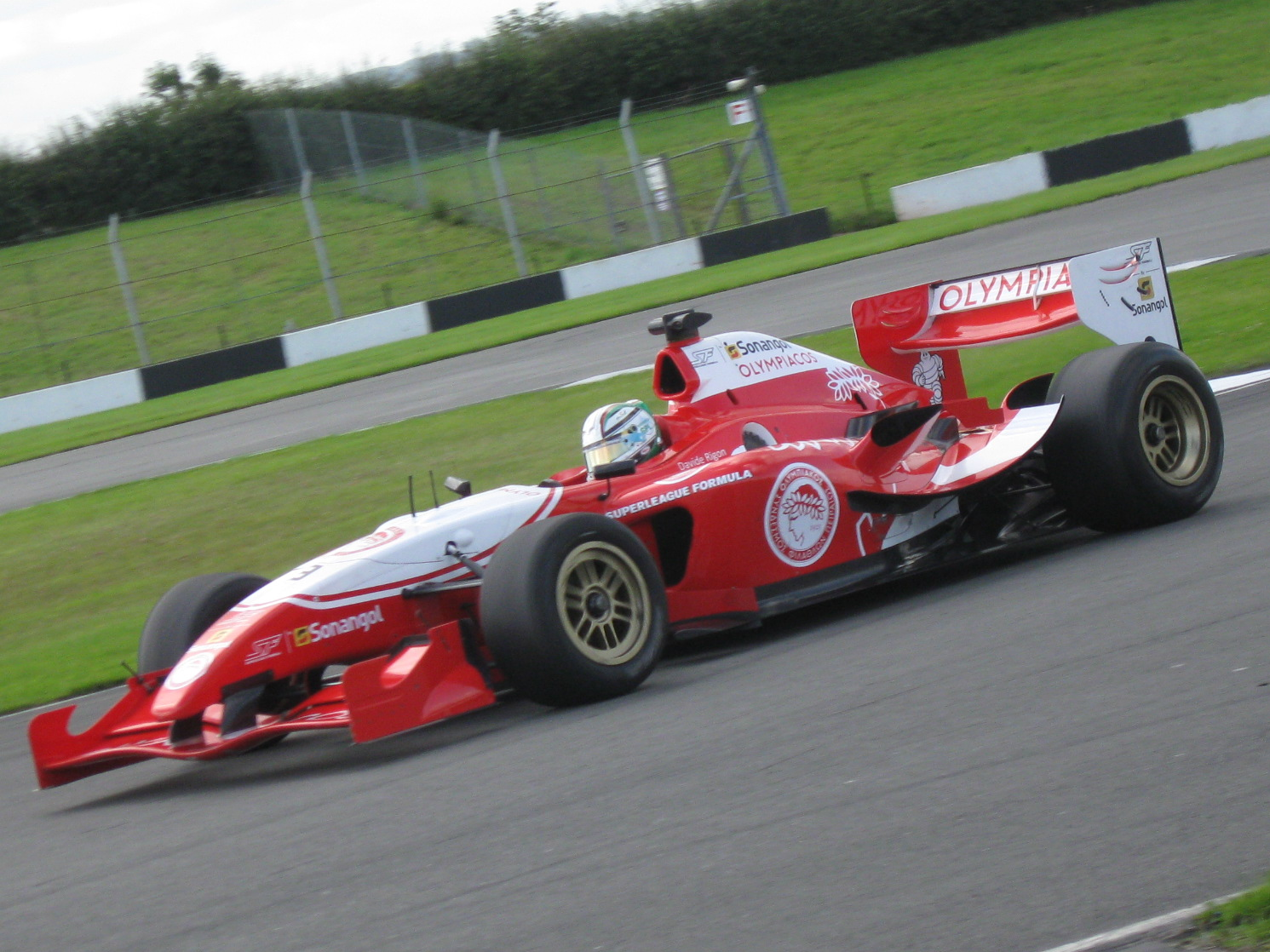
Davide Rigon en Superleague Formula à Donington en 2009

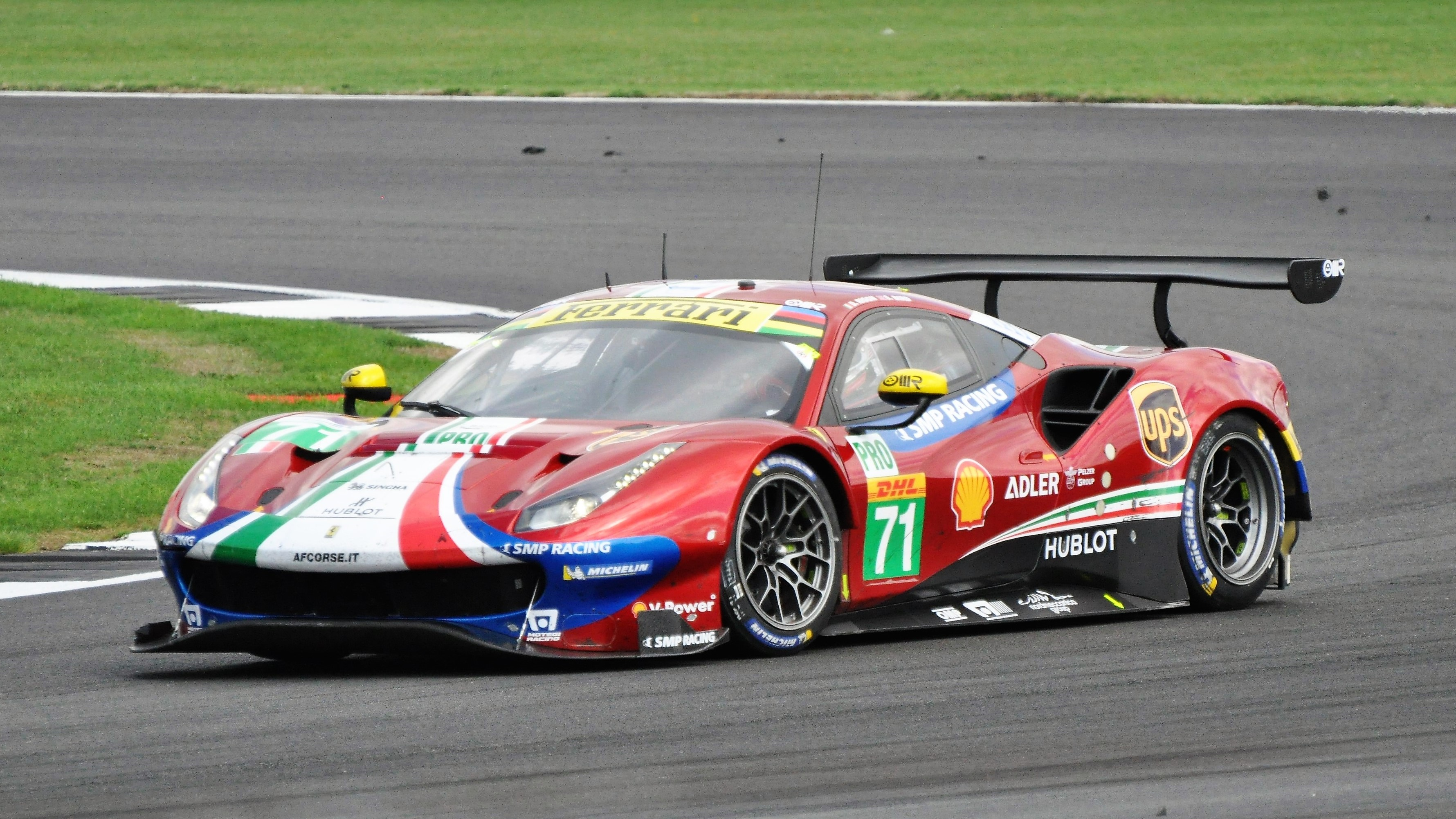
Davide Rigon au volant de la Ferrari 488 GTE aux 6 Heures de Silverstone 2018

## Championnat du monde d'endurance (WEC)
| Année     | Écurie             | Classe  | Châssis                | Moteur                 | 1        | 2     | 3        | 4      | 5     | 6     | 7       | 8        | 9     | Pos. | Points |
| --------- | ------------------ | ------- | ---------------------- | ---------------------- | -------- | ----- | -------- | ------ | ----- | ----- | ------- | -------- | ----- | ---- | ------ |
| 2013      | 8 Star Motorsports | GTE Am  | Ferrari 458 Italia GT2 | Ferrari 4,5 L V8       | SIL      | SPA   | LMS      | SÃO 2  | COA   | FUJ 4 | SHA 1   | BHR 2    |       | 10e  | 67     |
| 2014      | AF Corse           | GTE Pro | Ferrari 458 Italia GT2 | Ferrari 4,5 L V8       | SIL 5    | SPA 3 | LMS Abd. | COA 7  | FUJ 2 | SHA 3 | BHR 3   | SÃO 3    |       | 7e   | 94     |
| 2015      | AF Corse           | GTE Pro | Ferrari 458 Italia GT2 | Ferrari 4,5 L V8       | SIL 3    | SPA 7 | LMS 2    | NÜR 3  | COA 3 | FUJ 3 | SHA 4   | BHR 6    |       | 4e   | 123    |
| 2016      | AF Corse           | GTE Pro | Ferrari 488 GTE        | Ferrari 3,9 L Turbo V8 | SIL 1    | SPA 1 | LMS Abd. | NÜR 2  | MEX 4 | COA 3 | FUJ 4   | SHA 5    | BHR 3 | 2e   | 134    |
| 2017      | AF Corse           | GTE Pro | Ferrari 488 GTE        | Ferrari 3,9 L Turbo V8 | SIL 5    | SPA 1 | LMS 4    | NÜR 11 | MEX 2 | COA 3 | FUJ 5   | SHA 6    | BHR 1 | 4e   | 139,5  |
| 2018-2019 | AF Corse           | GTE Pro | Ferrari 488 GTE        | Ferrari 3,9 L Turbo V8 | SPA 3    | LMS 6 | SIL 16   | FUJ 10 | SHA 6 | SEB 6 | SPA 6   | LMS Abd. |       | 12e  | 54,5   |
| 2019-2020 | AF Corse           | GTE Pro | Ferrari 488 GTE EVO    | Ferrari 3,9 L Turbo V8 | SIL Abd. | FUJ 5 | SHA 6    | BAH 2  | COA 5 | SPA 6 | LMS Nc. | BAH 3    |       | 8e   | 86     |

## Résultats aux 24 Heures du Mans
| Année | Classe  | No | Pneumatiques | Véhicule                                   | Écurie   | Équipiers                     | Tours | Pos.       | Classe Pos. |
| ----- | ------- | -- | ------------ | ------------------------------------------ | -------- | ----------------------------- | ----- | ---------- | ----------- |
| 2014  | GTE Pro | 71 | M            | Ferrari 458 Italia GT2 Ferrari 4,5 L V8    | AF Corse | Pierre Kaffer Olivier Beretta | 28    | Abandon    | Abandon     |
| 2015  | GTE Pro | 71 | M            | Ferrari 458 Italia GT2 Ferrari 4,5 L V8    | AF Corse | James Calado Olivier Beretta  | 332   | 21e        | 2e          |
| 2016  | GTE Pro | 71 | M            | Ferrari 488 GTE Ferrari 3,9 L Turbo V8     | AF Corse | Andrea Bertolini Sam Bird     | 143   | Abandon    | Abandon     |
| 2017  | GTE Pro | 71 | M            | Ferrari 488 GTE Ferrari 3,9 L Turbo V8     | AF Corse | Sam Bird Miguel Molina        | 339   | 21e        | 5e          |
| 2018  | GTE Pro | 71 | M            | Ferrari 488 GTE Ferrari 3,9 L Turbo V8     | AF Corse | Sam Bird Miguel Molina        | 338   | 24e        | 9e          |
| 2019  | GTE Pro | 71 | M            | Ferrari 488 GTE Ferrari 3,9 L Turbo V8     | AF Corse | Sam Bird Miguel Molina        | 140   | Abandon    | Abandon     |
| 2020  | GTE Pro | 71 | M            | Ferrari 488 GTE EVO Ferrari 3,9 L Turbo V8 | AF Corse | Sam Bird Miguel Molina        | 340   | Non classé | Non classé  |